# Портрет Гертруды Стайн
«Портрет Гертруды Стайн» (фр. Portrait de Gertrude Stein) — картина испанского и французского художника Пабло Пикассо. Относится к розовому периоду. Выполнена маслом на холсте в 1905—1906 гг. Находится в Метрополитен-музее. Размер —100 × 81,3 см.

## История
Пикассо познакомился с Гертрудой Стайн в Париже в 1905 году. Это было время, когда он создавал знаменитую серию картин с меланхоличными цирковыми артистами, а Гертруда Стайн писала свою первую книгу «Три жизни». Впечатлённый личностью американской писательницы, Пикассо предложил написать её портрет. По словам Стайн, всего было 80 или 90 сеансов позирования, которые проходили в студии художника на улице Равиньян, 13. Сеансы начались осенью 1905 года и продолжились зимой. Пикассо писал портрет в мягкой реалистической манере. Весной 1906 года, неудовлетворённый тем, как получилось лицо, он сказал Стайн, что больше её не видит, когда смотрит на неё. Затем вытер лицо на картине и уехал в Испанию. Осенью, вернувшись в Париж, он быстро завершил портрет, создав новое лицо в прото-кубическом стиле по памяти, без присутствия Стайн. Получился уникальный иконописный образ. Друзья Гертруды Стайн, увидев законченный портрет, были встревожены суровостью её лица. Пикассо им ответил: «Все думают, что она совсем не похожа на свой портрет, но ничего, в конце концов ей удастся выглядеть точно так же». В то время Гертруде было всего 32 года, и чем старше она становилась, тем сильнее походила на свой портрет. Стайн называла его единственно правдивым отображением себя.
Это изменение стиля имело для Пикассо большое историческое значение и показало направление, которому художник следовал шаг за шагом, пока не пришёл к кубизму. Кроме того, портрет стал мощной характеристикой одного из самых известных и влиятельных американских писателей. 
В 1946 году Гертруда Стайн завещала портрет Метрополитен-музею. В 1947 году картина стала частью его постоянной коллекции.